# Die Wunder des Taliesin Jones
Die Wunder des Taliesin Jones ist ein englisches Filmdrama des Regisseurs Martin Duffy aus dem Jahr 2000. Es entstand nach dem Roman von Rhidian Brook.

## Handlung
Die Mutter von Taliesin Jones hat die Familie verlassen. Taliesin lebt mit seinem Vater und seinem älteren Bruder in einem kleinen Dorf. Taliesins Mutter bat ihn, Klavier spielen zu lernen.
Daher geht er regelmäßig zu seinem Klavierlehrer. Mit dem alten Mann hat er ein herzliches Verhältnis. Taliesin stellt fest, dass der alte Mann nicht nur Klavierstunden gibt, sondern dass dieser auch noch ein Heiler ist. Durch Gebete hilft er gläubigen Menschen von ihren schweren Leiden.
Neugierig geworden, nimmt Taliesin an einer Gebetssitzung teil, und ist begeistert. Daraufhin beginnt er sich immer mehr für Gott zu interessieren. Doch er stellt fest, dass seine Umgebung längst nicht so gläubig ist. Nicht einmal der Priester scheint ihm wirklich gläubig zu sein. Nur der Religionslehrer ist der einzige, der ihn etwas verstehen kann.
Nachdem der alte Mann gestorben ist, beginnt Taliesin am Glauben zu zweifeln. Doch nachdem dieser ihm als Geist erschienen ist, kann Taliesin den rechten Frieden im Glauben finden.

## Kritik
„Bewegender Jugendfilm mit außerordentlichem Tiefgang, der den Glauben an die eigene spirituelle Kraft ebenso thematisiert wie den Glauben an Gott. Emotional ausgerichtet, appelliert er daran, für seine Überzeugungen einzustehen. Der britische Ausnahmeschauspieler Ian Bannen ist in seiner letzten Rolle zu sehen.“